# Piotr Świętopełk Bolestraszycki
Piotr Świętopełk Bolestraszycki herbu Lis (zm. w 1649 roku) – podczaszy przemyski w latach 1621–1634.
Urodził się w kalwińskiej rodzinie szlacheckiej, jako jeden z pięciu synów - jego bratem był Samuel Bolestraszycki, siostra Krystyna była żoną Marcina Czuryły.
Poseł na sejm 1625 roku z województwa ruskiego. Przeszedł na katolicyzm, w 1639 roku próbował objąć opiekę nad bratanicami i wychować je na katoliczki, co doprowadziło do konfliktu z jego braćmi Samuelem i Krzysztofem.